# +(KR)ystal Eyes
+(KR)ystal Eyes(크리스탈아이즈, KRE)는 2022년 모드하우스에 의해 결성된 대한민국의 걸 그룹 트리플에스의 두 번째 서브 유닛이다. 구성원은 윤서연, 김채연, 이지우, 김수민으로 이루어져 있다. 이 4인조는 2023년 5월 4일 EP 음반 AESTHETIC과 함께 데뷔했다.

## 구성원
| 이름   | 소개                                                                                 |
| ------ | ------------------------------------------------------------------------------------ |
| 윤서연 | - 출생일: 2003년 8월 6일(21세) - 출생지: 대한민국 대전광역시 중구                    |
| 김채연 | - 출생일: 2004년 12월 4일(20세) - 출생지: 대한민국 서울특별시 강북구                 |
| 이지우 | - 출생일: 2005년 10월 24일(19세) - 출생지: 대한민국 서초구 잠원동 - 포지션: 메인보컬 |
| 김수민 | - 출생일: 2007년 10월 3일(17세) - 출생지: 대한민국 대구광역시 중구 남산동            |

## 디스코그래피

### EP
- AESTHETIC - 2023년 5월 4일 발매

### 싱글
- Cherry Talk (+(KR)ystal Eyes의 노래) - 2023년 (음반: Aesthetic)
- Touch+ (+(KR)ystal Eyes의 노래) - 2023년 6월 27일 발매

1. ↑  Mnet K-POP 유튜브 공식 계정. “'DEBUT' tripleS +(KR)ystal Eyes - Cherry Talk #엠카운트다운 EP.795 | Mnet 230504 방송”.